# Buhrînivka, Novhorod-Siverskîi
Buhrînivka (în ucraineană Бугринівка) este un sat în comuna Larînivka din raionul Novhorod-Siverskîi, regiunea Cernihiv, Ucraina.

## Demografie
Componența lingvistică a localității Buhrînivka
     Ucraineană (100%)
Conform recensământului din 2001, toată populația localității Buhrînivka era vorbitoare de ucraineană (100%).